# Какаварна
Какаварна (або Какашока) — 2-й володар династії Шайшунага Маґадганської імперії в 395—367 роках до н. е.

## Життєпис

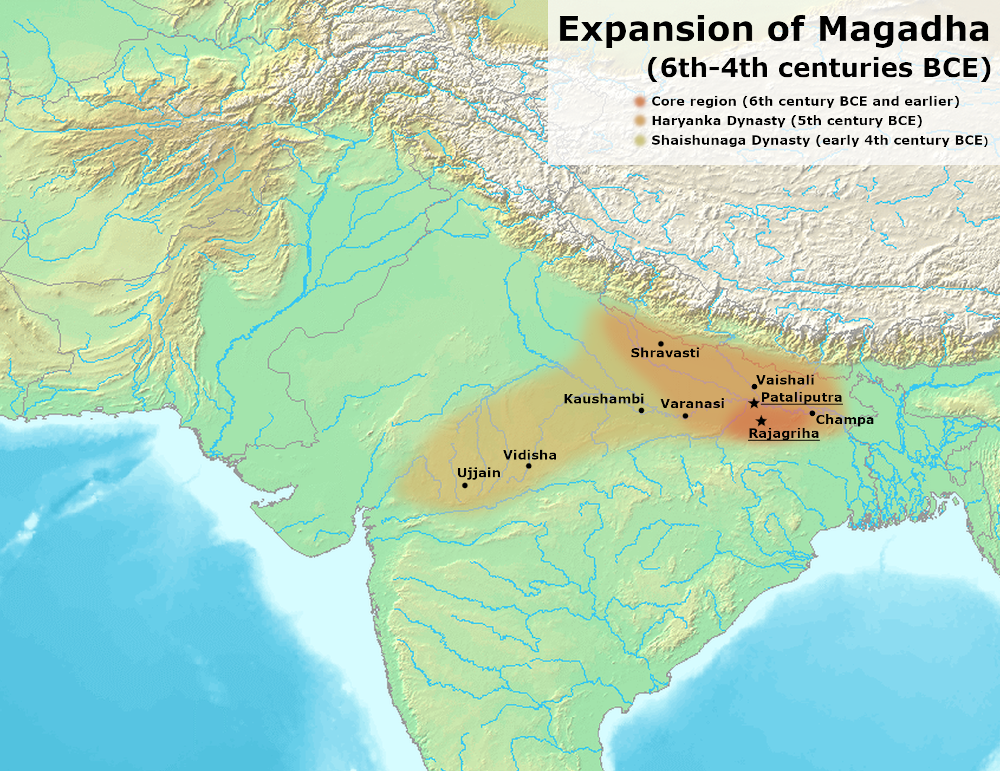
Маґадга часів Какаварни

Спадкував трон після батьки Шайшунаги. Спочатку повернув столицюз Вайшалі до Паталіпутри. Завершив  розвирення меж держави.
Згідно буддійський джерел підтримав і організував проведення Другого буддійського з'їзду в Вайшалі. Але незважаючи на всі зусилля короля Калашоки, розбіжності між буддистами зберігалися. 
Він заповів розділити державу між своїми десятьма синами, які правили одночасно на чолі із 9-м сином Нандівардханою. Після смерті Какаварни бл. 367 року дон. е. почалася боротьба між його синами, що звершилася 361/359 року до н. е. перемогою Маганандіна.